# Cannibalisme en Chine
Le cannibalisme en Chine s'est pratiqué depuis l'Antiquité et sous plusieurs formes, notamment avec un cannibalisme de survie à l'occasion des grandes famines et un cannibalisme rituel lors de la révolution culturelle.

## Les différents cas de cannibalisme
Le sinologue Robert des Rotours indique dans son article Quelques notes sur l'anthropophagie en Chine que le cannibalisme se retrouve dans quatre cas : « pour survivre (en période de famine), dans un but de vengeance (sur un ennemi défini), pour satisfaire ses goûts culinaires, et enfin dans un but médical ». L'universitaire Solange Cruveillé y ajoute un cinquième cas avec la « piété filiale ».
Dans son ouvrage Cannibalism in China, le professeur Key Ray Chong a recensé entre l'Antiquité et la fin de la dynastie Qing en 1912, 1 219 cas de cannibalisme dont « 780 motivés par la piété filiale, 329 liés à la famine, 82 à la haine et à la guerre, et une infime minorité motivée par des penchants culinaires ».

## De l'Antiquité à 1912
Dans son ouvrage Cannibalism in China, Key Ray Chong indique que le cannibalisme de « piété filiale » augmente en nombre sous les dynasties Song (à partir de 960) et Yuan (1279) et atteint son ampleur maximale sous les Ming (1368) et les Mandchous (1644 à 1912).

## Période de Mao Zedong (1949–1976)

### Grand Bond en avant (1958–1962)
Afin d'accélérer la transition du socialisme vers le communisme, Mao Zedong lance de 1958 au début 1960 le Grand Bond en avant, qui « provoque un gigantesque désastre économique ». Pour approvisionner les villes, « les paysans sont affamés » : le monopole d'État sur les céréales, mis en place en 1953, couplé à la collectivisation et à des chiffres de production totalement surévalués (425 millions de tonnes en 1958, pour une récolte réelle de 200 millions), provoque dès la fin 1958 une famine d'ampleur nationale.
Au pire moment de la crise, Mao-Zedong refusa de limiter les exportations de céréales qui finançaient le développement de l’industrie en faisant ce commentaire  : « Distribuer les ressources de façon égalitaire ne fera que ruiner le Grand Bond en avant. Quand il n’y a pas assez de nourriture, des gens meurent de faim. Il vaut mieux laisser mourir la moitié de la population, afin que l’autre moitié puisse manger suffisamment ». Quant à Liu Shaoqi, après avoir visité sa région natale et compris la catastrophe, tenta de redresser la situation, il dut s'opposer à Mao. Ce dernier accusa Liu d’avoir « lâché pied devant l’ennemi de classe ». Liu Shaoqi rétorqua : « Tant de morts de faim ! L’histoire retiendra nos deux noms et le cannibalisme sera dans les livres. ».
L'historienne chinoise Zhou Xun indique, dans un ouvrage sur la grande famine,, des cas de cannibalisme dans les provinces du Henan et de l’Anhui.
Dans le Sichuan en 1960, l'écrivaine Jung Chang mentionne des meurtres d'enfants dont les assassins vendaient la viande séchée sur les marchés. Dans son autobiographie, l'ancien garde rouge Wei Jingsheng évoque des cas de cannibalisme dans son village natal,. Gilles van Grasdorff rapporte à ce propos, ses écrits dans La cinquième modernisation et autres écrits du Printemps de Pékin :
« Devant mes yeux, parmi les mauvaises herbes, surgit soudain une scène qui m'avait été rapportée au cours d'un banquet : celle des familles échangeant entre elles leurs enfants pour les manger […] Je distinguais clairement le visage affligé des parents mâchant la chair des enfants contre lesquels, ils avaient troqué les leurs ». Francis Deron évoque, quant à lui, les « bourses aux bébés ».
Dans son autobiographie, Joies et malheurs de l'enfant de Naktsang, Naktsang Nulo un Tibétain de l'Amdo évoque la révolte en Amdo de 1958. Il indique qu'une des façons de survivre, pendant le Grand Bond en avant, était le cannibalisme.

### Révolution culturelle (1966–1976)
Le cannibalisme a également été pratiqué dans certains endroits durant la révolution culturelle.

#### Province du Guangxi
C'est notamment le cas au Guangxi, mais aussi dans le Sud du Hunan. Le cas du Guanxi a été l'objet d'une enquête de l'écrivain chinois Zheng Yi dans cette province en 1986 et 1988, au sujet d'événements survenus en 1968. Le résultat de cette investigation publiée sous le titre de Stèles rouges : du totalitarisme au cannibalisme est accablant pour les autorités locales, qui ont laissé faire. Zheng Yi décrit des scènes de cannibalisme et affirme qu'au moins 10 000 personnes ont été tuées et mangées en Chine durant cette période. Ce nombre est à mettre en relation avec les 100 000 morts estimées au total dans le Guangxi,.
Une quinzaine d'années après, la rumeur des massacres au Guangxi pousse les autorités à engager une enquête officielle, mais les conclusions ne sont pas rendues publiques.

#### Aspects rituels
Le philosophe et universitaire Christian Godin considère que le cannibalisme pratiqué pendant la révolution culturelle, « cautionné par le parti communiste chinois », doit être « compris comme un acte magique » visant à la disparition complète de l'ennemi. De même, Jacques Andrieu, chargé de recherches au CNRS, y analyse des « mises en scène inversées » de l'idéologie maoïste pour qui l'exploitation « capitaliste » et le « rançonnement féodal » est un « cannibalisme métaphorique ».
Les victimes sont les « ennemis de classe ». Les parties humaines les plus appréciées sont « la cervelle, le cœur, les intestins, l’utérus et surtout le foie ». Pour X. L. Ding, professeur à l'université des sciences et technologies de Hong Kong, « c'est un cannibalisme causé par des évènements politiques, une haine politique, au nom d'une idéologie et de rituels politiques ». Ursula Gauthier précise : « On prélève le cœur, le foie, le pénis, pièces de choix réservées aux maîtres de la milice ou du comité révolutionnaire ». Le journaliste Philip Short indique que les prétendus traîtres furent tués et leur foie mangé. Cela fut aussi le cas, quarante ans auparavant, dans le soviet de Hailufeng (en) où les partisans de Peng Pai organisèrent des « banquets de chair humaine ». Il évoque des cas similaires au Cambodge sous le régime des Khmers rouges.

## Laogai
Dans son ouvrage Chine : l'archipel oublié, le sinologue Jean-Luc Domenach indique que le laogai (goulag chinois) a plus souffert de la famine que le reste de la Chine ; plusieurs cas d'anthropophagie y ont aussi été signalés.
De même l'écrivain chinois Yang Xianhui évoque des cas de cannibalisme dans le camp de rééducation de Jiabiangou où 2 500 prisonniers sont morts sur les 3 000 prisonniers initiaux. Dans son film Les Âmes mortes, traitant aussi de Jiabiangou, le réalisateur Wang Bing évoque certains détenus qui pour survivre pratiquèrent l'anthropophagie et la nécrophagie.
Le dissident chinois Harry Wu, détenu pendant 19 ans, de 1960 à 1979, dans les camps du laogai, rapporte que le père d'un responsable d'un camp âgé de 71 ans avait, pour ses propriétés thérapeutiques, mangé cru la cervelle d'un homme exécuté.
Dans son roman Beijing Coma (en), l'écrivain Ma Jian évoque des cas de cannibalisme qui eurent lieu sous la révolution culturelle :
« Je me rappelai un passage du journal de mon père qui décrivait un acte de cannibalisme dont il avait été témoin [dans un camp du] Gansu : « Trois jours après que Jiang est mort de faim, Hu et Gao ont découpé des tranches dans sa fesse et sa cuisse et les ont rôties sur un feu. Ils ne s'attendaient pas à ce que la femme de Jiang vienne chercher le corps le lendemain. Elle avait pleuré pendant des heures en tenant son corps mutilé dans ses bras. » […] Je n'arrive tout simplement pas à imaginer comment on peut se résoudre à manger de la chair humaine. Mon père m'a dit que sur les trois mille droitistes qui avaient été envoyés [dans le camp de rééducation du Gansu], mille sept cents étaient morts de faim. Parfois les survivants étaient si affamés qu'ils étaient obligés de manger les cadavres ».

## Expressions artistiques

### Littérature
Le roman classique Au bord de l'eau présente plusieurs scènes de cannibalisme.
Le Journal d'un fou de l'écrivain Lu Xun, paru en 1918, se présente sous la forme d'extraits d'un journal rédigé par un jeune homme, persuadé que son entourage est composé de « mangeurs d'hommes ». Pensant que son frère a mangé sa sœur morte à l'âge de cinq ans, croyant comprendre que depuis plus de quatre mille ans les hommes mangent de l'homme, le fou en vient à se demander s'il n'est pas lui-même devenu cannibale à son insu. La nouvelle se termine ainsi : « Se pourrait-il qu'il y ait encore des enfants qui n'ont pas mangé de l'homme ? Sauvez-les ». Zheng Yi écrit en 1993 à son propos : « Ce qui n'était que du symbolisme dans son roman était malheureusement devenu réalité dans la grandiose et radieuse société socialiste ». Dans son ouvrage Fleurs du matin cueillies le soir (Zhao hua xi shi 朝花夕拾), écrit en 1928, Lu Xun évoquerait un de ses amis devenu gouverneur de l'Anhui. Il sera tué puis « son cœur et son foie furent donnés à manger aux soldats du gouvernement ».
Mo Yan, prix Nobel de littérature en 2012, évoque lui aussi des comportements cannibales dans Le Pays de l'alcool, roman publié après les manifestations de la place Tienamen et où des membres du Parti dévorent des enfants. Sur le cannibalisme, Mo Yan indique :
« Existe-t-il réellement dans la société chinoise des faits de cannibalisme ? Historiquement, c'est sûr. Prenez l'exemple de Yi Ya à la période des Royaumes combattants, qui a donné son fils à manger au duc Huan de Qi. D'autres faits sont attestés à l'époque féodale ; la piété filiale contraignait à donner sa propre chair pour soigner ses parents ; Lu Xun et son Journal d'un fou qui se termine par l'appel « Sauvez les enfants » ; les témoignages de Zheng Yi à l'époque de la Révolution culturelle sur des actes de cannibalisme dans le sud du pays. Tout prouve que le cannibalisme a existé. On en trouve aussi des traces dans le Roman des Trois Royaumes ou dans Au bord de l'eau ; mais, pour ce qui est de notre époque, nous n'avons pas réellement de preuves que des enfants aient été dévorés, comme je l'écris dans mon roman, où le cannibalisme a une valeur plutôt symbolique ».

### Art contemporain
L'artiste chinois Zhu Yu a travaillé sur le cannibalisme en 2001. Un documentaire de la BBC présentant son œuvre a suscité un vif émoi en Grande-Bretagne. Le documentaire présente des photographies intitulées Eating People. Zhu Yu y mange un bébé mort-né, un fœtus humain. L'artiste se présente comme le premier artiste cannibale,. Cependant en 2003 la prestation est mise en doute dans un documentaire.

## Article
- La consommation de chair humaine en Chine. Les raisons d'un cannibalisme subi ou choisi de Solange Cruveillé, Maître de Conférences au département de chinois de l'Université Paul-Valéry) Impressions d'Extrême-Orient 2015.